# Elly
Ahn Hyo-jin (en hangul, 안효진; en hanja, 安孝珍; Cheonan, Chungcheong del Sur; 10 de diciembre de 1991), más conocida por su nombre artístico LE (en hangul, 엘리) es una rapera, cantante, compositora y productora musical surcoreana. Ella es la rapera principal del grupo femenino de K-pop EXID.
LE hizo su debut como rapera con el grupo de rap Jiggy Fellaz, bajo el nombre artístico Elly. En 2011, después de firmar un contrato con la compañía Gamgak Entertainment, LE publicó «Whenever You Play That Song», un dueto con Huh Gak. Aparte, LE realizó su debut oficial con EXID en febrero de 2012.

## Carrera musical

### EXID
EXID debutó oficialmente el 16 de febrero de 2012 con el lanzamiento de su sencillo «Whoz That Girl».

### Actividades en solitario
En mayo de 2012, LE colaboró con Gavy NJ en la canción, «Don't Call Me»; ella participó en la parte del rap.
En febrero de 2013, el productor Brave Brothers reveló que LE haría una colaboración con Junghyung de Beast y Feeldog de Big Star en un proyecto y que publicarían un sencillo el 21 de febrero de 2013. El teaser fue publicado en febrero con calificación «+19», que fue previamente reconocido en la portada individual, 19+ Profanity Included ─ Absurd, y el 20 de febrero, Brave Brothers publicó un teaser con la versión de LE de «You Got Some Nerve».
Una versión «15+» de la canción fue lanzada el 21 de febrero, con palabras de maldiciones en la canción. La canción original fue calificada como +19, pero los representantes de Brave Brothers dijeron que: «You Got Some Nerve estaba programado para ser publicado con la clasificación +19, pero debido al interés y las solicitudes de los fanáticos, decidimos emitir un bip. La profanidad fue la razón de que calificaran a la canción como +19». Algunos fanáticos se enojaron por esto, diciendo: «Entonces, ¿por qué atraen la atención escribiendo un +19 en la portada?», mientras que un medio de comunicación reveló que la canción nunca había sido enviada a las cadenas de televisión para ser revisada y expresaron su decepción por la actitud de Brave Brothers sobre la situación debido a su «juego mediático» y burlándose de sus fanáticos.
En julio de 2014, LE colaboró con Hyuna en el miniálbum A Talk y la ayudó escribiendo las letras de las canciones «French Kiss» y «Blacklist».

## Actividades

### Letrista/Compositor/Actividades de producción
| Artista                | Canción | Ref |
| ---------------------- | --- | --- |
| Elly & Basick          | 벙개송 |     |
| Double Trouble         | Rock With Us (feat. Elly) |     |
| Untouchable            | Jiggy Get Down (feat. Jiggy Fellaz: Vasco, Marco, Bigtray, Deepflow, 9c, Basick, Elly, Joe Brown, Wooside) |     |
| Joe Brown              | Give Me A Sign (feat. Elly) |     |
| Nassun                 | Random (Bonus Track) (feat. 45Rpm, Basick, Beatbox Dg, B-Free, Bigtone, Bizzy, Boltrix, Deepflow, Dynamite, Elly, J-Dogg, J-Kyun, Kikaflo, Koonta, Leo, Mighty Mouth, Minos, Swings, Von, Woo-Side, 만성, 염따, 오반장, 호현) |     |
| Kang Jihye             | Once Again (feat. Elly) |     |
| Pinodyne               | Good Night (feat. Junggigo & Elly) |     |
| Junhyung, FeelDog & LE | You Got Some Nerve |     |
| Lim Chang Jung         | Shall We Dance With Dr. Lim (feat. LE) |     |
| HyunA                  | Blacklist (feat. LE) |     |
| Zia                    | Hurt (feat. LE) |     |
| K.Will                 | Sweet Girl (feat. LE) |     |
| Gavy NJ                | Don't Call Me (feat. LE) |     |
| THE SEEYA              | The Song of Love (feat. LE) |     |
| ALi                    | Goodbye Mr. Kim (feat. LE) |     |
| Verbal Jint, Sanchez   | 귀아래 (Under the Ears) (feat. LE) |     |

| Artista       | Canción                                    | Ref |
| ------------- | ------------------------------------------ | --- |
| Trouble Maker | Trouble Maker                              |     |
| Trouble Maker | Now                                        |     |
| Jewelry       | Look at Me                                 |     |
| HyunA         | French Kiss                                |     |
| FIESTAR       | You're Pitiful                             |     |
| T-ARA         | Sugar Free                                 |     |
| DIA           | 내 친구의 남자친구 (My Friend's Boyfriend) |     |

## Filmografía

### Programas de variedades
| Año  | Título           | Cadena      | Notas                            | Ref |
| ---- | ---------------- | ----------- | -------------------------------- | --- |
| 2015 | Weekly Idol      | MBC Every 1 | Ep. 226 con las miembros de EXID |     |
| 2015 | Hello Counselor  | KBS2        | Ep. 250 con Hani & Hyelin        |     |
| 2016 | Weekly Idol      | MBC Every 1 | Ep. 254 con las miembros de EXID |     |
| 2016 | Tribe of Hip Hop | JTBC        | Mentora                          |     |
| 2018 | Weekly Idol      | MBC Every 1 | Ep. 383 con las miembros de EXID |     |

### Vídeos musicales
| Año  | Canción               | Artista                      | Vídeo   |
| ---- | --------------------- | ---------------------------- | ------- |
| 2010 | «Jiggy Get Down»      | Untouchable                  | YouTube |
| 2013 | «You Gite Some Nervw» | Yong Jun Hyung, FeelDog & LE | YouTube |

### Colaboraciones
| Año  | Título                        | Artista        | Ref |
| ---- | ----------------------------- | -------------- | --- |
| 2009 | «Oh Yeah»                     | MBLAQ          |     |
| 2009 | «벙개송»                      | Basick         |     |
| 2009 | «Rock With Us»                | Double Trouble |     |
| 2010 | «Give Me A Sign»              | Joe Brown      |     |
| 2010 | «Random»                      | Nassun         |     |
| 2011 | «Wherever You Play That Song» | Huh Gak        |     |
| 2012 | «Once Again»                  | Kang Jihye     |     |
| 2012 | «Don't Call Me»               | Gavy NJ        |     |
| 2012 | «Good Night»                  | Pinodyne       |     |
| 2012 | «Look at Me»                  | Jewelry        |     |
| 2014 | «Hurt»                        | Zia            |     |
| 2014 | «Sweet Girl»                  | K.Will         |     |
| 2014 | «Blacklist»                   | Hyuna          |     |
| 2014 | «Shall We Dance With Dr.Lim   | Lim Chang Jung |     |
| 2014 | «The Song of Love»            | The SeeYa      |     |
| 2015 | «Goodbye Mr.Kim»              | Ali            |     |
| 2016 | «Hold Over»                   | Wheesung       |     |